# 小叶瓶尔小草
狭叶瓶尔小草(学名：Ophioglossum parvifolium)是一种陆生小型植物，属于蕨类。

## 特征
其根壮茎较大，且直立，鬚状根丛生，通常有2-3片叶子。营养叶的叶柄长1.5-3厘米，因其埋于土中，大部分为灰绿色，叶片椭圆状或卵形，长1.5-2厘米，宽约1厘米或稍宽，为园钝头或者是急尖头，先端有短尖，向基部为短楔形，与肉质相近，而叶脉并不明显。孢子叶全长4-5厘米，自营养叶的基部生出，孢子囊穗长约1厘米，较为粗短，高出营养叶约1-2倍，由10-18对孢子囊组成先端有长尖头。

## 分布
产于中国云南省西北部和四川省西南部。其生长在草坡上，一般分布海拔为1850-3000米左右。另外在印度北部和喜马拉雅山东部均有分布。